# RTL Soir
RTL Soir  est l'émission de soirée de RTL, présentée par  Agnès Bonfillon du lundi au jeudi. Le vendredi, Vincent Parizot anime l'émission aux côtés de Agnès Bonfillon et tout seul le samedi et le dimanche.

## Historique
Depuis sa création, RTL Soir a porté plusieurs noms :
- De septembre 1997 à juin 2001 : RTL 60 minutes
- De 2 septembre 2002 à juin 2004 : RTL Demain
- De 2004 à 2023: RTL Soir
- D'août 2023 à août 2024: RTL Bonsoir
- Depuis le 26 août 2024: RTL Soir

## Humour
Les humoristes tiennent une place importante dans l'équipe de RTL Soir. En 2020, Philippe Caverivière tient tous les jeudis une chronique humoristique dont le succès augmente au cours de la saison. Cet ancien auteur de La revue de presque de Nicolas Canteloup sur Europe 1 va connaître à son tour la notoriété grâce à cette pastille humoristique qui lui permettra d'intervenir dans l'émission On est en direct de Laurent Ruquier le samedi soir sur France 2, puis dans Quelle époque ! de Léa Salamé. Il ne reste que deux saisons dans RTL Soir avant d'intervenir le matin dans L'oeil de Philippe Caverivière à 7h55.
A la rentrée 2023, Alex Vizorek est annoncé comme nouvel humoriste de RTL Bonsoir. Il quitte France Inter après de nombreuses années de collaboration avec Charline Vanhoenacker et Guillaume Meurice. Il anime une chronique nommée la Vizo Conférence.
Marc-Antoine Le Bret est lui aussi un nouvel humoriste de l'émission depuis 2023, il imite des personnalités chaque soir dans Le Bret King News.

## Équipes

### Présentateurs

#### Semaine du lundi au vendredi jusqu'en juin 2002 et à partir de 23 août 2021
En semaine, la soirée est confiée successivement, depuis 1990, 
- septembre 1990 - juin 1991 : Jacques Chapus
- septembre 1991 - juin 1992 : Olivier Mazerolle
- septembre 1992 - juin 1997 : Jean-Marie Lefebvre
- septembre 1997 - juin 2001 : Jean-Marie Lefebvre, Jean-Pierre Defrain
- septembre 2001 - juin 2002 : Jean-Marie Lefebvre
- septembre 2002 - juin 2006 : Hervé Beroud
- septembre 2006 - juin 2007 : Patrick Cohen
- septembre 2007 - juin 2008 : Vincent Parizot
- septembre 2008 - juin 2009 : Nicolas Poincaré, Christelle Rebière et Isabelle Choquet
- septembre 2009 - 15 mai 2012 : Christophe Hondelatte
- 16 mai 2012 - juin 2012 : Daniel Ferin
- septembre 2012 - 27 juin 2019 : Marc-Olivier Fogiel
- 26 août 2019 au 1er juillet 2021 : Thomas Sotto
- 23 août 2021 - 13 juillet 2022: Julien Sellier
- Du 29 août 2022 - 7 juillet 2024 : Julien Sellier, Marion Calais et Isabelle Choquet
- 26 août 2024 - 4 juillet 2025 : Yves Calvi et Agnès Bonfillon
- À partir du 25 août 2025 : Anne-Sophie Lapix

Les remplacements sont assurés par Vincent Parizot ou Marion Calais.

#### Week-end
Le week-end, la soirée est confiée successivement, depuis 2005, 
- septembre 2005 - juin 2012 : Christophe Decroix
- septembre 2012 - juin 2013 : Daniel Ferin
- 31 août 2013 - décembre 2019 : Philippe Robuchon
- depuis janvier 2020 : Vincent Parizot

Les remplacements sont assurés par Alexandre de Saint Aignan.

### Chroniqueurs (saison 2023-2024)
- Allain Bougrain-Dubourg
- Cyprien Cini
- Isabelle Choquet
- Armelle Lévy
- Laurent Tessier
- Aude Vernuccio
- Xavier de Moulins
- Marc-Antoine Le Bret
- Alex Vizorek
- Steven Bellery